# St. Louis, Brownsville and Mexico Railway
Le St. Louis, Brownsville and Mexico Railway (SLB&M) était un chemin de fer américain de classe I qui reliait Brownsville, Texas à Gulf Coast Junction dans Houston, sur une longueur de 321 km. Il desservait des petites localités du sud-est du Texas comme Harlingen, Robstown, Corpus Christi et Bay City.

## Histoire
Benjamin Franklin Yoakum qui avait la présidence du Chicago, Rock Island and Pacific Railroad (The Rock) et du St. Louis-San Francisco Railway (The Frisco), souhaitait créer plusieurs chemins de fer au Texas et en Louisiane, regroupés sous la bannière 'Gulf Coast Lines', afin de relier Chicago à Mexico. 
Le premier projet ferroviaire de Yoakum à voir le jour le 6 juin 1903 fut le St. Louis, Brownsville and Mexico Railway. Le premier tronçon entre Brownsville, Texas, et Robstown, Texas fut achevé le 4 juillet 1904,  tandis que celui reliant Robstown, Sinton, et Houston fut terminé le 31 décembre 1907. 
Le second projet de Yoakum débuta en octobre 1903 avec la création du Beaumont, Sour Lake and Western Railway qui devait relier la région de Beaumont où du pétrole venait d'être découvert. 
Le troisième et dernier projet de Yoakum fut la création, le 1er septembre 1909, du New Orleans, Texas and Mexico Railroad (NOT&M.) qui devait relier Anchorage, Louisiane à DeQuincy, Louisiane. Afin de le connecter avec le Beaumont, Sour Lake & Western, il dut acheter des droits de passages auprès du Kansas City Southern Railway entre DeQuincy et Beaumont.
Le rêve de Yoakum prit fin lorsque le Frisco entra en redressement judiciaire en 1913. Sur les recommandations de l'ICC, la cour ordonna aux administrateurs judiciaires de vendre les projets de Yoakum. Lorsque le redressement judiciaire prit fin en 1916, le NOT&M prit le contrôle des Gulf Coast Lines.
En 1924, le Frisco vendit le NOT&M qui fut racheté en décembre par le Missouri Pacific Railroad. Mais à la suite de la crise de 1929, le Missouri Pacific (MoPac) fit banqueroute en 1933 et fut placé en redressement judiciaire.
Après avoir passé 23 ans sous administrateur judiciaire, le MP se réorganisa le 1er mars 1956 pour retrouver son indépendance. Ainsi il fusionna le NOT&M qui gérait d'une part l'International-Great Northern Railroad (I-GN), mais aussi les complexes Gulf Coast Lines composés par les compagnies suivantes : 
- le BSL&W ;
- l'O&NW ;
- le New Iberia & Northern ;
- l'ISM&E ;
- le St. Louis, Brownsville and Mexico Railway SLB&M ;
- le San Antonio Southern SAS ;
- l'Asphalt Belt ;
- le SB&RGV ;
- le Sugarland ;
- le San Antonio, Uvalde and Gulf Railroad SAU&G ;
- l'Asherton & Gulf, le Rio Grande City ;
- le Houston & Brazos Valley H&BV ;
- le HNS.

Seuls le Missouri-Illinois Railroad et le Texas and Pacific Railway conservèrent leurs statuts de filiales indépendantes.
Le MoPac fusionna ses deux grosses filiales Texas and Pacific Railway et Chicago and Eastern Illinois Railroad  le 15 octobre 1976, puis ce fut le tour du Missouri-Illinois Railroad le 1er novembre 1978. 
Le Missouri Pacific fut absorbé le 1er janvier 1997 par l'Union Pacific Railroad.